# Grand Prix Formule 1 van Duitsland 1966
De Grand Prix Formule 1 van Duitsland 1966 werd gehouden op 7 augustus op de Nordschleife van de Nürburgring in Nürburg. Het was de zesde race van het seizoen.

## Uitslag
| Pos. | Nr. | Coureur              | Constructeur    | Rondes | Tijd / Oorzaak uitval | Grid | Punten |
| ---- | --- | -------------------- | --------------- | ------ | --------------------- | ---- | ------ |
| 1    | 3   | Jack Brabham         | Brabham-Repco   | 15     | 2:27:03.0             | 5    | 9      |
| 2    | 7   | John Surtees         | Cooper-Maserati | 15     | + 44.4                | 2    | 6      |
| 3    | 8   | Jochen Rindt         | Cooper-Maserati | 15     | + 2:32.6              | 9    | 4      |
| 4    | 5   | Graham Hill          | BRM             | 15     | + 6:41.4              | 10   | 3      |
| 5    | 6   | Jackie Stewart       | BRM             | 15     | + 8:28.9              | 3    | 2      |
| 6    | 9   | Lorenzo Bandini      | Ferrari         | 15     | + 10:56.4             | 6    | 1      |
| 7    | 12  | Dan Gurney           | Eagle-Climax    | 14     | Elektrisch probleem   | 8    |        |
| 8    | 34  | Jean-Pierre Beltoise | Matra-Ford      | 14     | + 1 Ronde             | 18   |        |
| 9    | 26  | Hubert Hahne         | Matra-BRM       | 14     | + 1 Ronde             | 27   |        |
| 10   | 33  | Jo Schlesser         | Matra-Ford      | 14     | + 1 Ronde             | 19   |        |
| 11   | 28  | Hans Herrmann        | Brabham-Ford    | 14     | + 1 Ronde             | 22   |        |
| 12   | 2   | Peter Arundell       | Lotus-BRM       | 14     | + 1 Ronde             | 17   |        |
| DNF  | 15  | Mike Spence          | Lotus-BRM       | 12     | Alternator            | 13   |        |
| DNF  | 1   | Jim Clark            | Lotus-Climax    | 11     | Ongeluk               | 1    |        |
| DNF  | 20  | Chris Lawrence       | Cooper-Ferrari  | 10     | Ophanging             | 26   |        |
| DNF  | 11  | Ludovico Scarfiotti  | Ferrari         | 9      | Elektrisch probleem   | 4    |        |
| DNF  | 10  | Mike Parkes          | Ferrari         | 9      | Ongeluk               | 7    |        |
| DNF  | 4   | Denny Hulme          | Brabham-Repco   | 8      | Ontsteking            | 15   |        |
| DNF  | 31  | Pedro Rodriguez      | Lotus-Ford      | 7      | Motor                 | 20   |        |
| DNF  | 17  | Jo Bonnier           | Cooper-Maserati | 3      | Koppeling             | 12   |        |
| DNF  | 32  | Piers Courage        | Lotus-Ford      | 3      | Ontsteking            | 23   |        |
| DNF  | 29  | Alan Rees            | Brabham-Ford    | 3      | Motor                 | 24   |        |
| DNF  | 14  | Bob Bondurant        | BRM             | 3      | Motor                 | 11   |        |
| DNF  | 19  | Bob Anderson         | Brabham-Climax  | 2      | Transmissie           | 14   |        |
| DNF  | 25  | Kurt Ahrens Jr.      | Brabham-Ford    | 2      | Versnellingsbak       | 21   |        |
| DNF  | 16  | John Taylor          | Brabham-BRM     | 0      | Dodelijk ongeluk      | 25   |        |
| DNF  | 27  | Jacky Ickx           | Matra-Ford      | 0      | Ontsteking            | 16   |        |
| DNS  | 18  | Guy Ligier           | Cooper-Maserati | 0      | Blessure              |      |        |
| DNS  | 30  | Gerhard Mitter       | Lotus-Ford      | 0      |                       |      |        |
| DNS  | 35  | Silvio Moser         | Brabham-Ford    | 0      |                       |      |        |

## Statistieken
| Pole-position | Jim Clark    | Lotus-Climax    | 8:16.5 |
| Snelste ronde | John Surtees | Cooper-Maserati | 8:49.0 |

## Noot
- Dit was het debuut van de Duitse coureurs Kurt Ahrens, jr. en Hubert Hahne; de Franse coureurs (en toekomstig Grand Prix-winnaar) Jean-Pierre Beltoise en Jo Schlesser; de Britse coureurs Piers Courage en Alan Rees; de Belgische coureur (en toekomstig Grand Prix-winnaar) Jacky Ickx en de Zwitserse coureur Silvio Moser.

1931 · 1932 · 1934 · 1935 · 1936 · 1937 · 1938 · 1939 · 1951 · 1952 · 1953 · 1954 · 1956 · 1957 · 1958 · 1959 · 1961 · 1962 · 1963 · 1964 · 1965 · 1966 · 1967 · 1968 · 1969 · 1970 · 1971 · 1972 · 1973 · 1974 · 1975 · 1976 · 1977 · 1978 · 1979 · 1980 · 1981 · 1982 · 1983 · 1984 · 1985 · 1986 · 1987 · 1988 · 1989 · 1990 · 1991 · 1992 · 1993 · 1994 · 1995 · 1996 · 1997 · 1998 · 1999 · 2000 · 2001 · 2002 · 2003 · 2004 · 2005 · 2006 · 2008 · 2009 · 2010 · 2011 · 2012 · 2013 · 2014 · 2016 · 2018 · 2019